# Flensburg (Minnesota)
Flensburg – miasto w Stanach Zjednoczonych, w stanie Minnesota, w hrabstwie Morrison.